# Гренвіль
Гренві́ль, Ґренвіль (фр. Grainville) — колишній муніципалітет у Франції, у регіоні Нормандія, департамент Ер. Населення — 569 осіб (2011).
Муніципалітет був розташований на відстані близько 90 км на північний захід від Парижа, 22 км на південний схід від Руана, 40 км на північний схід від Евре.

## Історія
До 2015 року муніципалітет перебував у складі регіону Верхня Нормандія. Від 1 січня 2016 року належав до нового об'єднаного регіону Нормандія.
1 січня 2017 року Гренвіль і Гаярбуа-Крессанвіль було об'єднано в новий муніципалітет Валь-д'Орже.

## Демографія
Динаміка населення (INSEE ):
Розподіл населення за віком та статтю (2006):
| Стать | Всього | До 15 років | 15-24 | 25-44 | 45-64 | 65-85 | Понад 85 |
| --- | ------ | ----------- | ----- | ----- | ----- | ----- | -------- |
| Чоловіки | 232    | 56          | 16    | 72    | 52    | 36    | 0        |
| Жінки | 268    | 52          | 20    | 72    | 76    | 36    | 12       |
| \| Статево-вікова піраміда \| Статево-вікова піраміда \| Статево-вікова піраміда \| \| ----------------------- \| ----------------------- \| ----------------------- \| \| Чоловіки \| Вік \| Жінки \| \| 0 \| 85 + \| 12 \| \| 4 \| 80-84 \| 0 \| \| 4 \| 75-79 \| 4 \| \| 20 \| 70-74 \| 12 \| \| 8 \| 65-69 \| 20 \| \| 12 \| 60-64 \| 12 \| \| 0 \| 55-59 \| 20 \| \| 32 \| 50-54 \| 20 \| \| 8 \| 45-49 \| 24 \| \| 24 \| 40-44 \| 8 \| \| 32 \| 35-39 \| 24 \| \| 12 \| 30-34 \| 28 \| \| 4 \| 25-29 \| 12 \| \| 4 \| 20-24 \| 12 \| \| 12 \| 15-20 \| 8 \| \| 12 \| 10-14 \| 12 \| \| 20 \| 5-9 \| 28 \| \| 24 \| 0-4 \| 12 \| |        |             |       |       |       |       |          |
| Статево-вікова піраміда |        |             |       |       |       |       |          |
| Чоловіки | Вік    | Жінки       |       |       |       |       |          |
| 0 | 85 +   | 12          |       |       |       |       |          |
| 4 | 80-84  | 0           |       |       |       |       |          |
| 4 | 75-79  | 4           |       |       |       |       |          |
| 20 | 70-74  | 12          |       |       |       |       |          |
| 8 | 65-69  | 20          |       |       |       |       |          |
| 12 | 60-64  | 12          |       |       |       |       |          |
| 0 | 55-59  | 20          |       |       |       |       |          |
| 32 | 50-54  | 20          |       |       |       |       |          |
| 8 | 45-49  | 24          |       |       |       |       |          |
| 24 | 40-44  | 8           |       |       |       |       |          |
| 32 | 35-39  | 24          |       |       |       |       |          |
| 12 | 30-34  | 28          |       |       |       |       |          |
| 4 | 25-29  | 12          |       |       |       |       |          |
| 4 | 20-24  | 12          |       |       |       |       |          |
| 12 | 15-20  | 8           |       |       |       |       |          |
| 12 | 10-14  | 12          |       |       |       |       |          |
| 20 | 5-9    | 28          |       |       |       |       |          |
| 24 | 0-4    | 12          |       |       |       |       |          |

## Економіка
2010 року серед 365 осіб працездатного віку (15—64 років) 271 була активною, 94 — неактивними (показник активності 74,2%, у 1999 році було 73,7%). З 271 активної мешканців працювало 236 осіб (127 чоловіків та 109 жінок), безробітними було 35 (17 чоловіків та 18 жінок). Серед 94 неактивних 27 осіб було учнями чи студентами, 39 — пенсіонерами, 28 були неактивними з інших причин.

У 2010 році в муніципалітеті числилось 209 оподаткованих домогосподарств, у яких проживали 553,0 особи, медіана доходів виносила 17 821 євро на одного особоспоживача